# Aliatypus starretti
Espèce
Aliatypus starretti est une espèce d'araignées mygalomorphes de la famille des Antrodiaetidae.

## Distribution
Cette espèce est endémique de Californie aux États-Unis. Elle se rencontre dans le comté de Kern.

## Étymologie
Cette espèce est nommée en l'honneur de James Starrett.

## Publication originale
- Satler, Carstens & Hedin, 2013 : Multilocus species delimitation in a complex of morphologically conserved trapdoor spiders (Mygalomorphae, Antrodiaetidae, Aliatypus). Systematic Biology, vol. 62, p. 805-823 (texte intégral).